# Sainte-Marguerite-sur-Mer
Sainte-Marguerite-sur-Mer is een gemeente in het Franse departement Seine-Maritime (regio Normandië) en telt 509 inwoners (2005). De plaats maakt deel uit van het arrondissement Dieppe. Hier landden een aantal soldaten die deelnamen aan de Raid op Dieppe.
Op het strand ligt een Duitse bunker uit de Tweede Wereldoorlog. Hij was verankerd in de krijtrotsen. Om te vermijden dat de bunker onverwachts zou losscheuren werd hij door brandweermannen uit Dieppe in april 1995 met hogedrukspuiten uit de krijtwand losgeweekt.

## Geografie
De oppervlakte van Sainte-Marguerite-sur-Mer bedraagt 5,4 km², de bevolkingsdichtheid is 94,3 inwoners per km².

## Demografie
Onderstaande figuur toont het verloop van het inwonertal (bron: INSEE-tellingen).

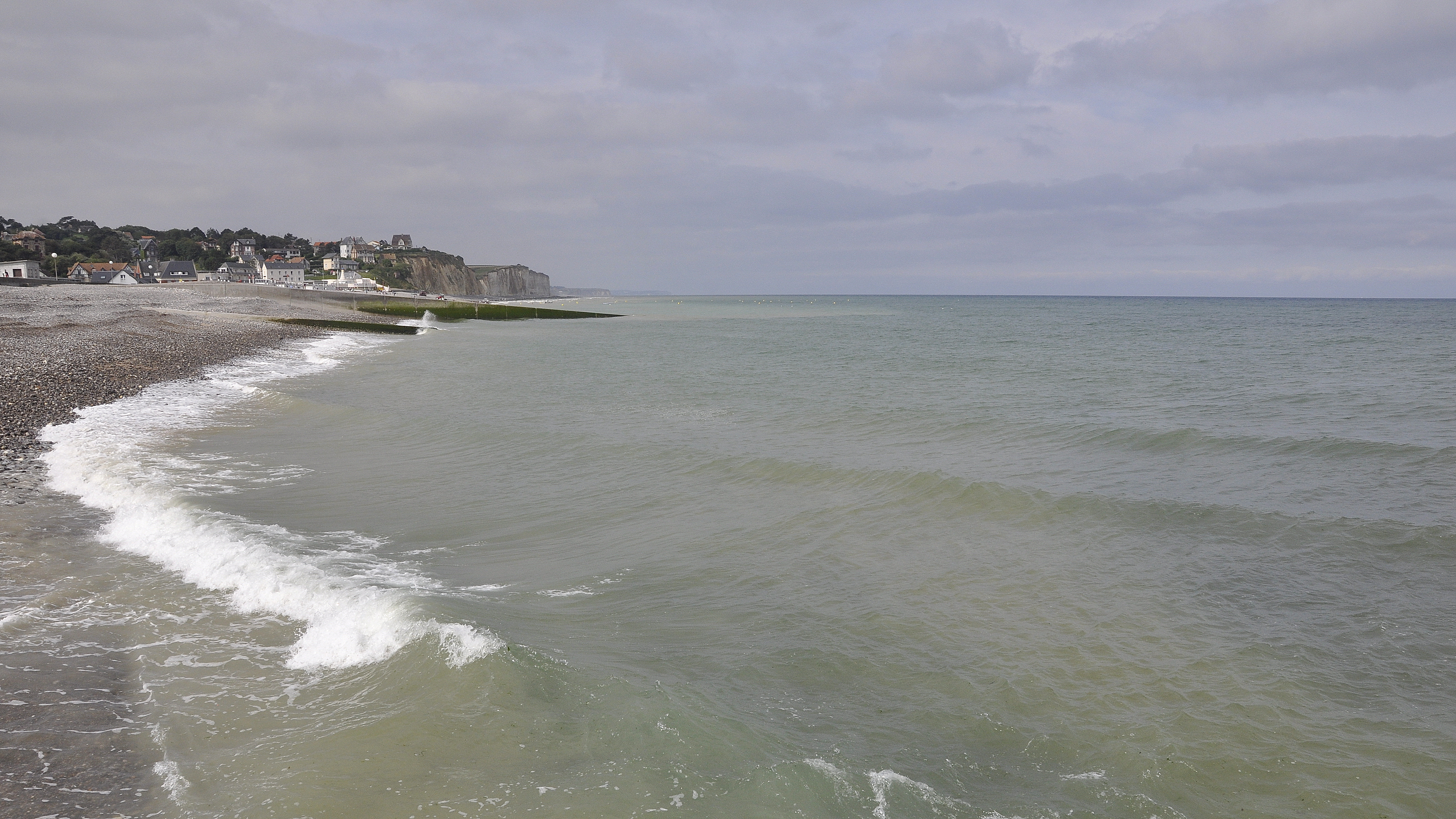
Het strand van Sainte-Marguerite-sur-Mer
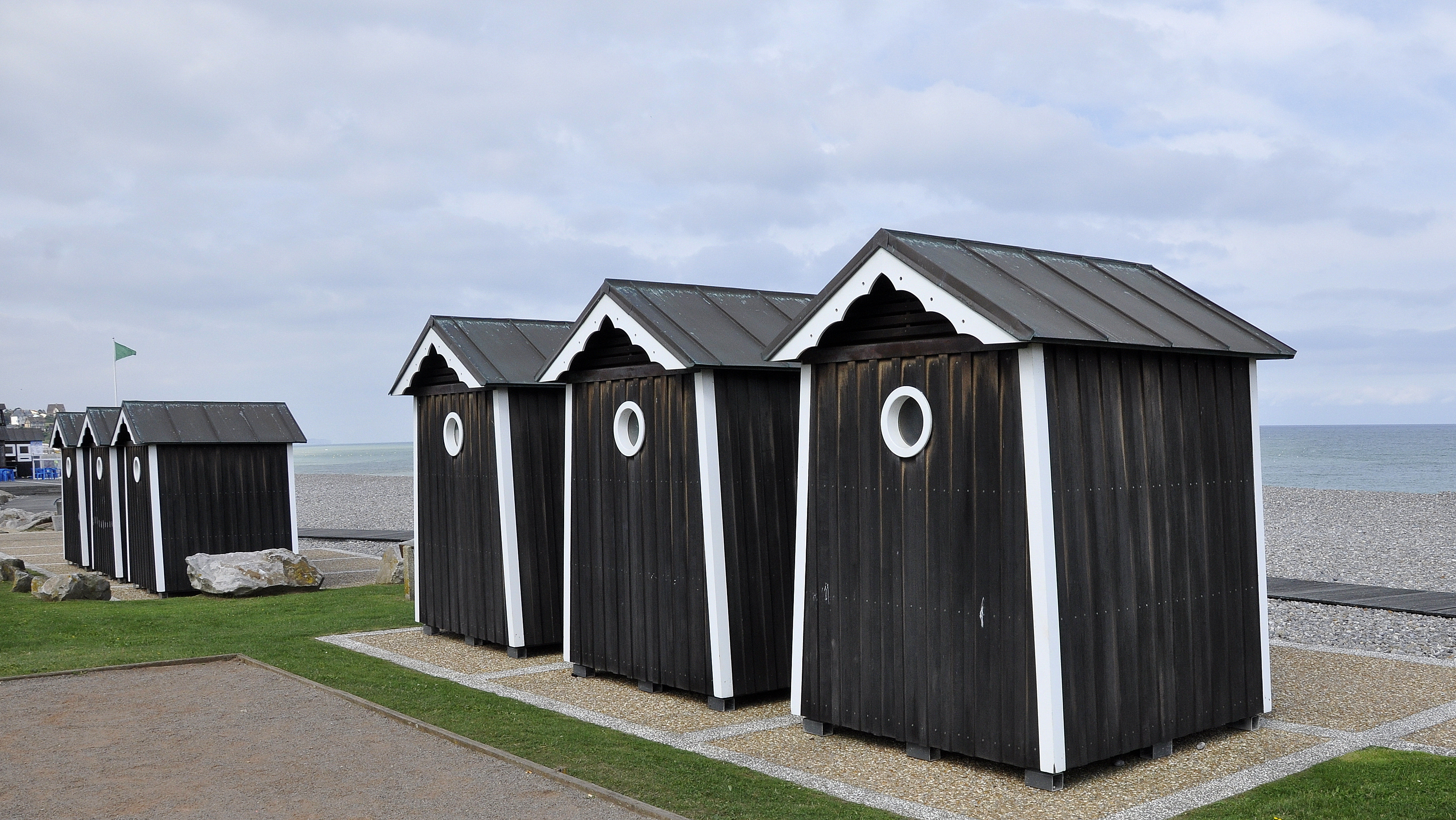
Strandcabines te Sainte-Marguerite-sur-Mer
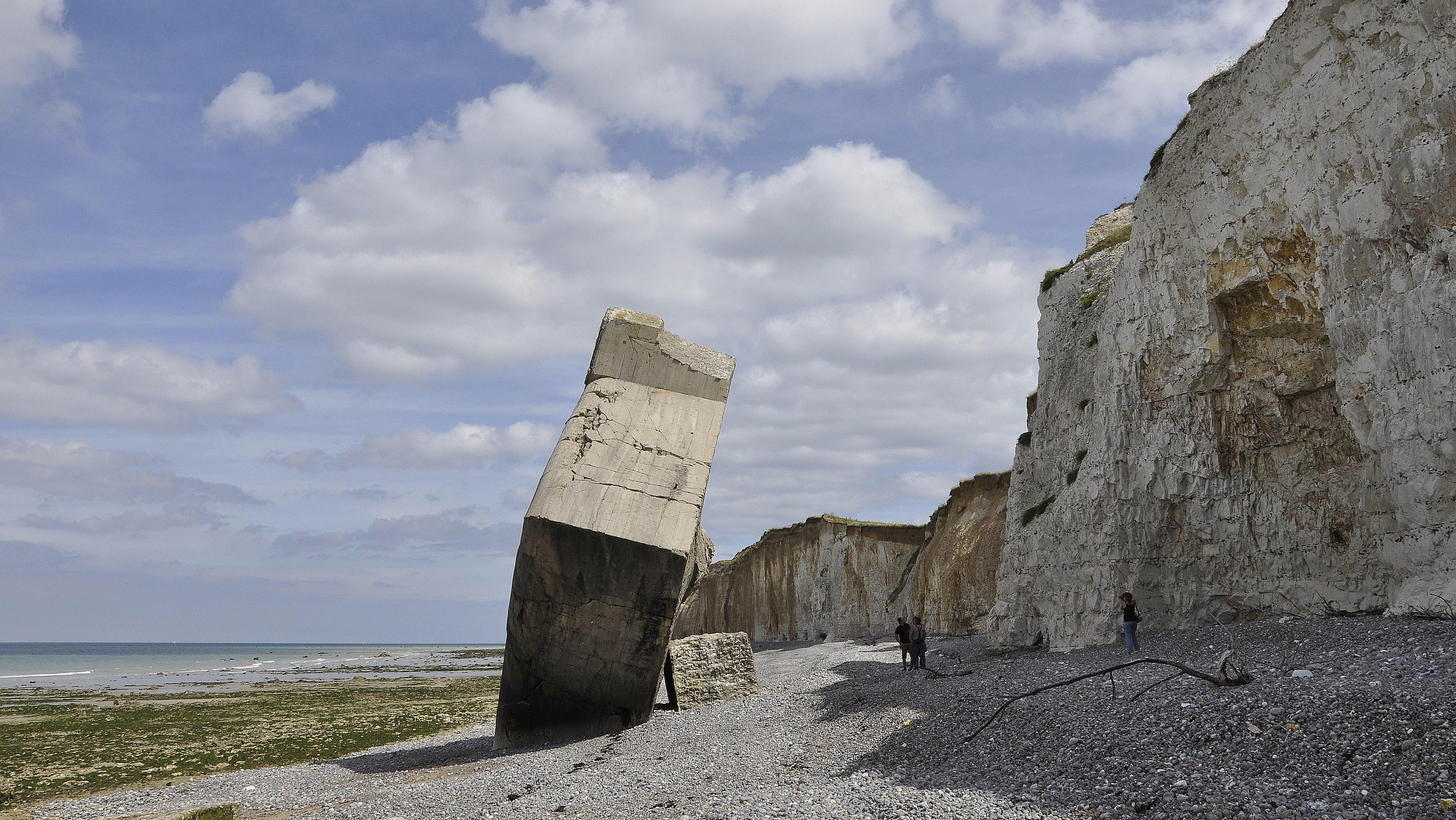
De bunker op het strand van Sainte-Marguerite-sur-Mer

1. ↑  Populations de référence 2022.